# Ross Edgar
Pour les articles homonymes, voir Edgar.
Ross Edgar, né le 3 janvier 1983 à Newmarket, est un coureur cycliste écossais. Spécialiste des épreuves de vitesse sur la piste, il est notamment vice-champion olympique du keirin en 2008. 

## Biographie

### Carrière de coureur
Ross Edgar intègre au début de sa carrière le "World Cycling Center" de l'Union Cycliste Internationale à Aigle. Par la suite, il s'installe à Manchester pour s'entraîner au centre national.
Edgar obtient son premier succès international aux Jeux du Commonwealth de 2002, où il termine à la troisième place en vitesse par équipes (avec Chris Hoy et Craig MacLean). Aux Jeux du Commonwealth de 2006, les trois sprinteurs terminent à la première place. Lors des années suivantes, Edgar monte sur les podiums des championnats d'Europe, Coupe du monde et championnats nationaux.
Aux championnats du monde 2007 à Palma, il termine deuxième de la vitesse par équipes (toujours avec Hoy et MacLean) et troisième en keirin. Lors des championnats du monde de cyclisme 2008, les Britanniques (Edgar, Hoy et Jamie Staff) prennent la deuxième place devant leur public en vitesse par équipes.
Ross Edgar participe à deux Jeux olympiques, en 2004 et 2008. Aux Jeux de Pékin, il remporte la médaille d'argent en keirin (derrière Hoy). En 2010, il obtient la médaille de bronze en vitesse individuelle aux Jeux du Commonwealth. Edgar est d'origine écossaise et bien que né dans le Suffolk, il est honoré par le gouvernement écossais avec Chris Hoy après les Jeux olympiques de 2008.
En 2012, il met un terme à sa carrière sur la piste après ne pas avoir été retenu pour les Jeux olympiques de Londres. L'année suivante, il prend part à des courses sur route, puis il arrête définitivement sa carrière de cycliste.

### L'après carrière
Après sa carrière de coureur, Ross Edgar est entraîneur au Centre mondial du cyclisme à Aigle, en Suisse. Il a notamment entraîné le cycliste coréen Lee Hye-jin, qui a terminé 8e du keirin aux Jeux olympiques de Rio en 2016.
Le 1er août 2017, il est nommé au poste d'entraîneur du sprint de l'équipe nationale australienne. En mai 2020, un an avant les Jeux olympiques de Tokyo, il est licencié pour « restructuration » de l'équipe nationale. Lui et sa famille - y compris un bébé de quatre mois - ont ensuite eu trois mois pour quitter l'Australie pendant la pandémie de Covid-19.

## Palmarès

### Jeux olympiques
- Athènes 2004
  - 5e de la vitesse individuelle
  - éliminé en repêchages du keirin
- Pékin 2008
  -  Médaillé d'argent du keirin

### Championnats du monde
- Palma 2007
  -  Médaillé d'argent du keirin
  -  Médaillé de bronze de la vitesse par équipes
- Manchester 2008
  -  Médaillé d'argent de la vitesse par équipes
- Pruszkow 2009
  - 4e du keirin
- Ballerup 2010
  -  Médaillé de bronze de la vitesse par équipes
- Apeldoorn 2011
  - 19e du keirin

### Coupe du monde
- 2003
  - 3e de la vitesse individuelle à Sydney
- 2005-2006
  - 1er de la vitesse par équipes à Manchester (avec Chris Hoy et Craig MacLean)
- 2006-2007
  - 1er de la vitesse par équipes à Manchester (avec Chris Hoy et Craig MacLean)
  - 1er de la vitesse par équipes à Sydney (avec Chris Hoy et Craig MacLean)
  - 2e du keirin à Los Angeles
  - 2e de la vitesse individuelle à Sydney
  - 3e de la vitesse individuelle à Los Angeles
  - 3e de la vitesse par équipes à Los Angeles
- 2007-2008
  - 2e du keirin à Sydney
- 2008-2009
  - 1er de la vitesse par équipes à Manchester (avec Jason Kenny et Jamie Staff)
- 2009-2010
  - 1er de la vitesse par équipes à Manchester (avec Chris Hoy et Jamie Staff)
- 2011-2012
  - 3e de la vitesse par équipes à Londres

### Jeux du Commonwealth
- 2002
  -  Médaillé de bronze de la vitesse par équipes
- 2006
  -  Médaillé d'or de la vitesse par équipes (avec Craig MacLean et Chris Hoy)
  -  Médaillé d'argent de la vitesse individuelle
  -  Médaillé de bronze du keirin

### Championnats d'Europe
- 2004
  -  Champion d'Europe de vitesse individuelle espoirs

### Championnats de Grande-Bretagne
- Champion de Grande-Bretagne de vitesse individuelle : 2003, 2004 et 2007
- Champion de Grande-Bretagne de vitesse par équipes : 2004
- Champion de Grande-Bretagne du keirin : 2006 et 2010